# Pär-Gunnar Jönsson
Pär-Gunnar Jönsson (Gotemburgo, 6 de agosto de 1963) es un deportista sueco que compitió en bádminton, en las modalidades de dobles y dobles mixto.
Ganó una medalla de bronce en el Campeonato Mundial de Bádminton de 1993 y siete medallas en el Campeonato Europeo de Bádminton entre los años 1986 y 2000.

## Palmarés internacional
| Campeonato Mundial | Campeonato Mundial       | Campeonato Mundial | Campeonato Mundial |
| Año                | Lugar                    | Medalla            | Prueba             |
| ------------------ | ------------------------ | ------------------ | ------------------ |
| 1993               | Birmingham (Reino Unido) | Medalla de bronce  | Dobles             |
| Campeonato Europeo |                          |                    |                    |
| Año                | Lugar                    | Medalla            | Prueba             |
| 1986               | Uppsala (Suecia)         | Medalla de bronce  | Dobles             |
| 1992               | Glasgow (Reino Unido)    | Medalla de bronce  | Dobles             |
| 1992               | Glasgow (Reino Unido)    | Medalla de bronce  | Dobles mixto       |
| 1994               | Den Bosch (Países Bajos) | Medalla de bronce  | Dobles mixto       |
| 1996               | Herning (Dinamarca)      | Medalla de bronce  | Dobles             |
| 1998               | Sofía (Bulgaria)         | Medalla de plata   | Dobles             |
| 2000               | Glasgow (Reino Unido)    | Medalla de plata   | Dobles             |